# Echenais sordida
Echenais sordida är en fjärilsart som beskrevs av Butler 1877. Echenais sordida ingår i släktet Echenais och familjen Riodinidae. Inga underarter finns listade i Catalogue of Life.